# Усык
Усы́к — заимка в Ольхонском районе Иркутской области. Входит в Хужирское муниципальное образование. 

## География
Находится на северо-востоке острова Ольхон, в 32 км к северо-востоку от центра сельского поселения, посёлка Хужир, в 1,5 км юго-восточнее берега Байкала.

## Население
| 2002 | 2010 | 2011 | 2012 |
| ---- | ---- | ---- | ---- |
| 13   | ↘3   | →3   | ↘2   |

По данным Всероссийской переписи, в 2010 году на заимке проживали 3 человека (2 мужчины и 1 женщина).